# Opel Speedster
Opel Speedster — середньомоторний, двомісний спортивний автомобіль з тарга-дахом, що вироблявся німецькою компанією Opel з липня 2000 року по липень 2005 року. В Англії продавався як Vauxhall VX220, а в Азії як Daewoo Speedster. Автомобіль побудований на базі Lotus Elise другого покоління та оснащувався двигунами об'ємом 2.0 та 2.2 літри. На час продажу Speedster був одним з найдоступніших родстерів, його орієнтовна ціна в США складала близько 30000$.
У 2003 році з'явилася версія Opel Speedster Turbo з дволітровим наддувним двигуном, що розвиває 200 к.с.

## Двигуни

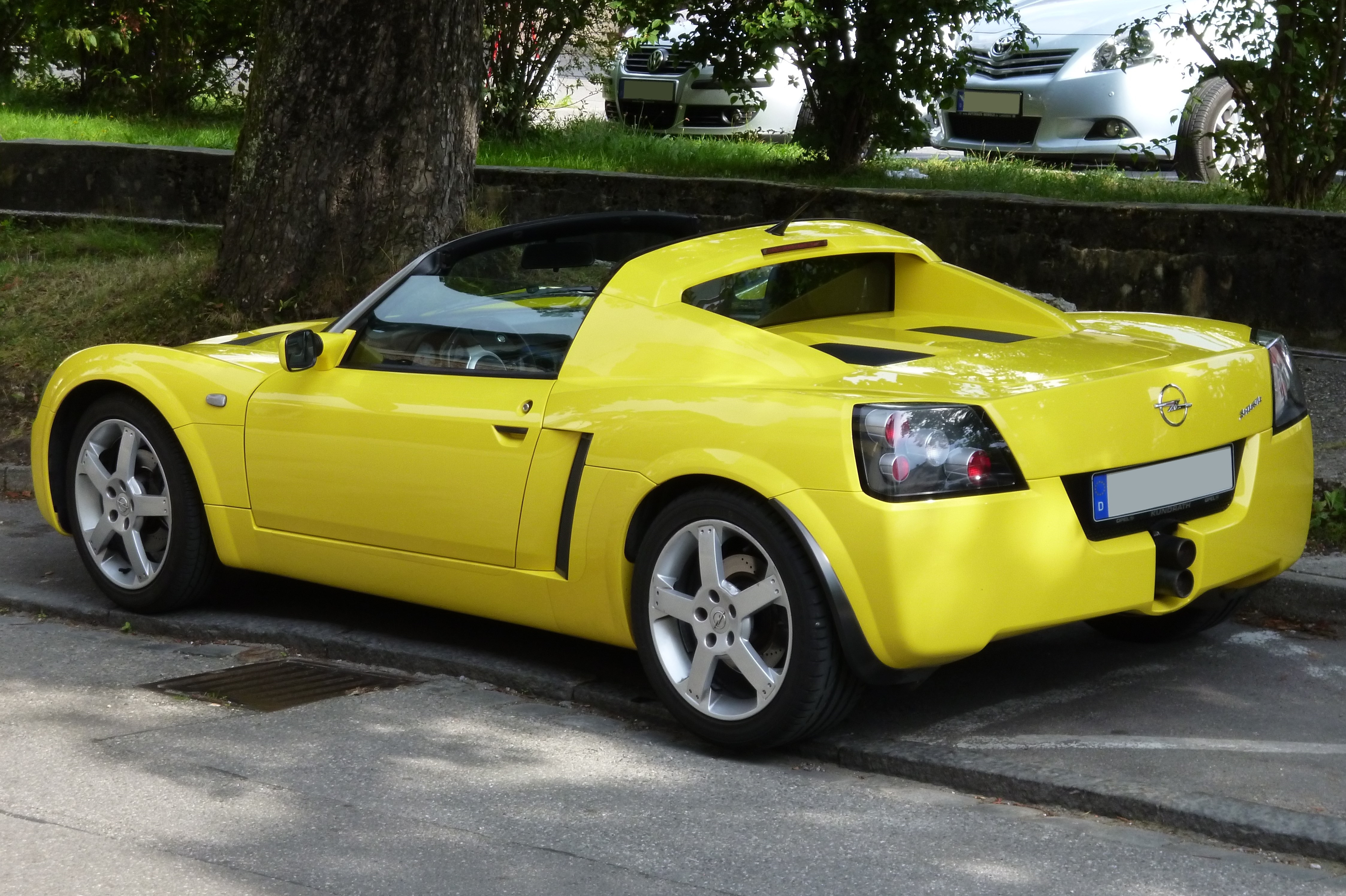

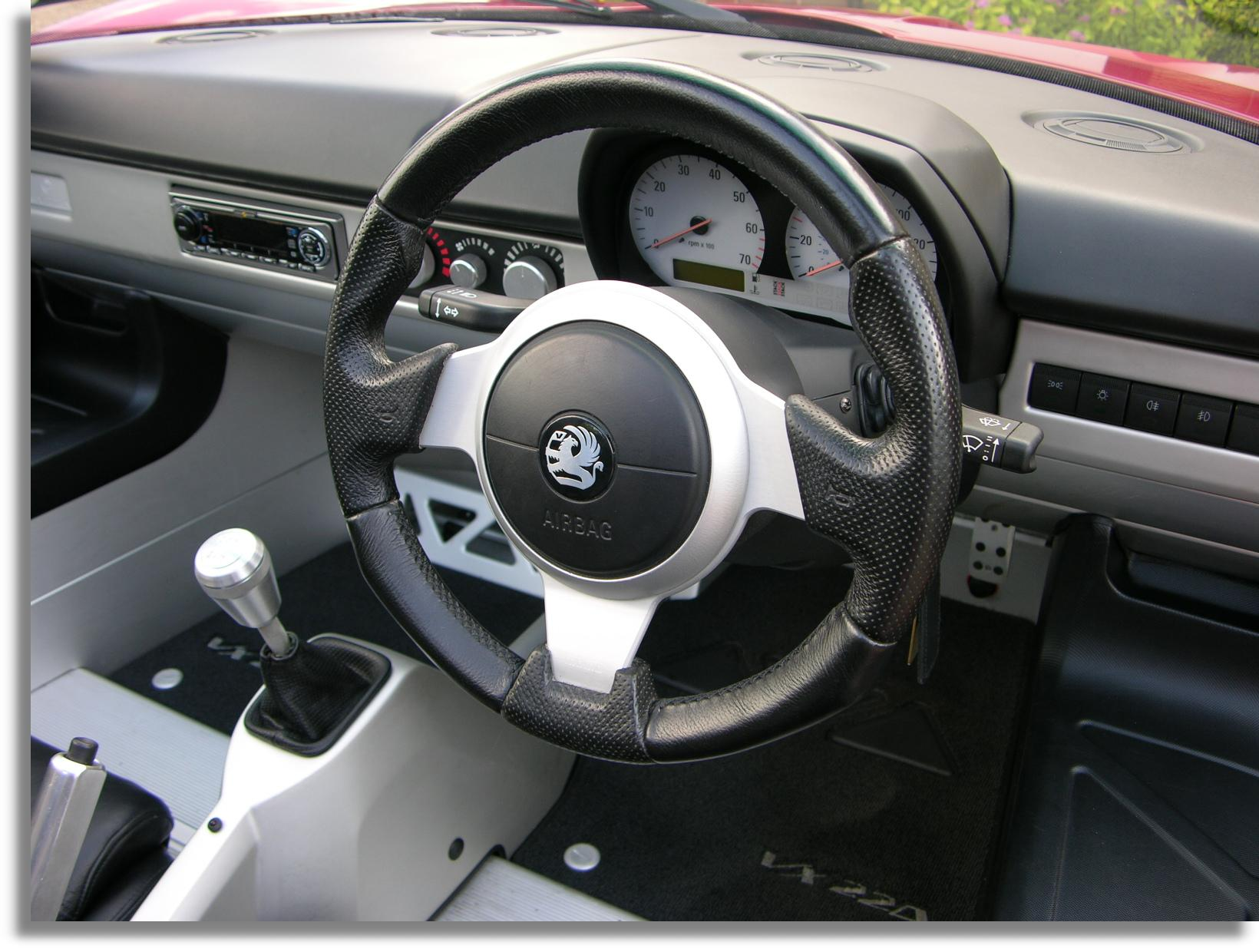

- 2.2 л Ecotec Z22SE I4 147 к.с.
- 2.0 л Z20LET turbo I4 200 к.с.